# Grumello del Monte
Grumello del Monte – miejscowość i gmina we Włoszech, w regionie Lombardia, w prowincji Bergamo.
Według danych na styczeń 2009 gminę zamieszkiwało 7260 osób przy gęstości zaludnienia 739,3 os./1 km².